# Tozeuma carolinense
Tozeuma carolinense är en kräftdjursart som beskrevs av Kingsley 1878. Tozeuma carolinense ingår i släktet Tozeuma och familjen Hippolytidae. Inga underarter finns listade i Catalogue of Life.